# Harpactea abasgiana
Espèce
Harpactea abasgiana est une espèce d'araignées aranéomorphes de la famille des Dysderidae.

## Distribution
Cette espèce est endémique d'Abkhazie en Géorgie,. Elle se rencontre vers Pitsounda et Soukhoumi.

## Description
Le mâle holotype mesure 5,20 mm et la femelle paratype 4,20 mm.

## Systématique et taxinomie
Cette espèce a été décrite par Zamani et Marusik en 2024.

## Étymologie
Son nom d'espèce lui a été donné en référence au lieu de sa découverte, l'Abkhazie.

## Publication originale
- Zamani & Marusik, 2024 : « New data on Dysdera Latreille, 1804 and Harpactea Bristowe, 1939 (Araneae: Dysderidae) of the Caucasus, with new species and records » Zootaxa, no 5397(2), p. 195-217.